# AFC Champions League Two
De AFC Champions League Two is sinds het seizoen 2024/25 een jaarlijks continentaal voetbaltoernooi voor clubteams dat wordt georganiseerd door de Asian Football Confederation (AFC).
Deelname aan het toernooi is voor clubs uit die landen die vanwege hun positie in de ranking van de AFC niet in aanmerking komen om in de AFC Champions League Elite te spelen.

## Winnaars
| jaar    | Winnaar   | Uitslagen | Finalist |
| ------- | --------- | --------- | -------- |
| 2024-25 | nnb , nnb | -         | nnb      |

Clubcompetities: AFC Champions League Elite · AFC Champions League Two · AFC Challenge League

Landencompetities: Aziatisch kampioenschap mannen · Aziatisch kampioenschap vrouwen

Voormalige competities: AFC Challenge Cup · AFC President's Cup · Aziatische supercup · AFC/OFC Cup Challenge · Aziatische beker voor bekerwinnaars · AFC Cup